# Тьма египетская (рассказ)
«Тьма египетская» — рассказ Михаила Булгакова, входящий в цикл рассказов «Записки юного врача».

## Сюжет
Тёмным зимним вечером медперсонал удаленной участковой больницы отмечает день рождения доктора. Кругом «тьма египетская» — нет электричества. После пары рюмок разведённого спирта начинаются рассказы о медицинских казусах в сельской местности. Деревенский пациент всегда готов удивить врача: употребить без вреда смертельную дозу беладонны, налепить горчичник на тулуп и жаловаться, что тот не помогает от простуды. После дня рождения, совсем поздно, к доктору приезжает мельник Худов. Он производит на доктора благоприятное впечатление, тот принимает его в стационар с диагнозом «малярия», прописывает ему хинин, делает приписку акушерке: «Вот вам исключение! Интеллигентный мельник!» Но этот «интеллигентный» мельник глотает 10 порошков хинина сразу, чтобы «не валандаться»:
Да, думаю, что валандаться с вами по одному порошочку? Сразу принял — и делу конец.
Мельника спасают. Еле выкарабкавшись, он произносит: «тьма египетская в глазах». Уставший доктор  раздраженно отвечает ему, что «у него тоже» и идёт спать. Ему снится, что он борется с тьмой египетской «не то с мечом, не то со стетоскопом».
Само выражение, вынесенное в название рассказа, имеет своим источником Ветхий Завет:

И сказал Господь Моисею: простри руку твою к небу, и будет тьма на земле Египетской, осязаемая тьма. Моисей простер руку свою к небу, и была густая тьма по всей земле Египетской три дня; не видели друг друга, и никто не вставал с места своего три дня; у всех же сынов Израилевых был свет в жилищах их.
— Исход, 10, 21—23

## Герои рассказа
- Доктор-рассказчик, недавний студент 24-х лет
- Демьян Лукич
- Анна Николаевна
- Пелагея Ивановна
- Кухарка Аскинья
- Мельник Худов